# 양산 통도사 청동시루
양산 통도사 청동시루(梁山 通度寺 靑銅시루)는 대한민국 경상남도 양산시 하북면 통도사에 있는 조선시대의 시루이다. 
1979년 5월 2일 경상남도의 유형문화재 제110호 청동시루로 지정되었다가, 2018년 12월 20일 현재의 명칭으로 변경되었다.

## 개요
시루는 밥을 찌거나 떡을 찌는데 사용한 주방기구로서, 이것은 전체 높이 73cm, 지름 123cm, 무게 350근에 달하는 대형시루이다.
현재 시루밑에 받쳐둔 발이 셋 달린 원형의 대형 솥은 처음부터 이 시루와 동시에 사용되었던 한 쌍으로 보인다. 청동 시루는 4곳에 손잡이가 있으며, 모습은 양호한 상태로 통도사 박물관에 보관되어 있다. 조선 효종 10년(1659)에 만들어졌음을 알려주는 글이 쓰여있다.
청동으로 된 이 시루는 통도사의 600여명의 승려가 이 시루에 떡과 밥을 쪄서 먹었다고 전해진다.

## 참고 문헌
- 양산 통도사 청동시루 - 국가유산청 국가유산포털